# نووی بیریوزیاک
نووی بیریوزیاک (به لاتین: Novy Biryuzyak) یک منطقهٔ مسکونی در روسیه است که در شهرستان کیزلیارسکی واقع شده‌است.